# Aminopteryna
Aminopteryna, kwas 4-aminofoliowy – organiczny związek chemiczny, antagonista kwasu foliowego. Należy do antymetabolitów. W roku 1948 lekarz z bostońskiego szpitala Sidney Farber zastosował aminopterynę w leczeniu ostrych białaczek.